# Il Madone
Il Madone är en bergstopp i Schweiz.   Den ligger i distriktet Vallemaggia och kantonen Ticino, i den sydöstra delen av landet, 100 km sydost om huvudstaden Bern. Toppen på Il Madone är 2 756 meter över havet, eller 317 meter över den omgivande terrängen. Bredden vid basen är 4,7 km.
Terrängen runt Il Madone är huvudsakligen bergig, men åt sydväst är den kuperad. Trakten runt Il Madone är nära nog obefolkad, med mindre än två invånare per kvadratkilometer.. Närmaste större samhälle är Cevio, 19,8 km söder om Il Madone. 
Trakten runt Il Madone består i huvudsak av gräsmarker.